# Rhododendron facetum
Rhododendron facetum är en ljungväxtart som beskrevs av Isaac Bayley Balfour och Kingdon-Ward. Rhododendron facetum ingår i släktet rododendron, och familjen ljungväxter. Inga underarter finns listade i Catalogue of Life.